# آرتور ترس
آرتور ترس (انگلیسی: Arthur Tress؛ زادهٔ ۲۴ نوامبر ۱۹۴۰) عکاس اهل ایالات متحده آمریکا است.